# 林寛太郎
林 寛太郎（はやし かんたろう、1999年1月12日 - ）は、日本の男性声優。神奈川県出身。クロコダイル預かり。

## 略歴
2018年8月、81プロデュースによる「第12回81オーディション」で特別賞を受賞
2022年5月6日付でクロコダイルに預かり所属となっている。

## 出演

### テレビアニメ
2022年
- 惑星のさみだれ（ヤクザ）

2023年
- ホリミヤ -piece-（男子生徒）
- 邪神ちゃんドロップキック【世紀末編】（尾崎比呂）

2024年
- さようなら竜生、こんにちは人生（エルフB）

2025年
- 全修。（男性アニメーター）

### ゲーム
- 英雄伝説 黎の軌跡II -CRIMSON SiN-（2022年、ジェフリー、作中劇『記章の番人』エリック 他）
- 英雄伝説 界の軌跡 -Farewell, O Zemuria　(2024年、ジェフリー、従騎士マーカス)

### 吹き替え

#### 映画
- オーヴァーヒート 最後の制裁 (店員、警察官他)

#### ドラマ
- 智異山（新入生男ほか）

#### アニメ
- タイムトラベラー・ルーク (通行人)

### デジタルコミック
- 異世界征服記 ～不遇種族たちの最強国家～（2022年、ガス[4][5]、兵士B[6]）
- お疲れお兄さんは手芸沼につかりたい (2022年、前園[4][7])
- 末期ガンでも元気です 38歳エロ漫画家、大腸ガンになる (2022年、やぶ医者、他[4])
- アラサーママの私でいいの？(2023年、よしお[4][8])
- 魔王様と結婚したい（2023年、ハル[9]）
- 【急募】猜疑王の契約王妃（※短期のお仕事です）（2023年、ヘンリー王子）[10]
- 貸した魔力は【リボ払い】で強制徴収〜用済みとパーティー追放された俺は、可愛いサポート妖精と一緒に取り立てた魔力を運用して最強を目指す。〜（2023年、レント）[11]
- 世話焼きマフィアと薄幸少女　(2024年)
- 小暮くんは美少女V（♂）に恋してる　(2024年)
- 召使い令嬢は国境を越え、敵国の公爵騎士様に溺愛される　(2024年、ユリウス)
- 「24点」と婚約破棄された令嬢は、隣国の王太子に完璧な花嫁と愛される　(2024年)
- 処刑された最強の軍用魔術師、敗戦国のエルフ姫と国家再建す～祖国よ邪魔するのは勝手だが、その魔術作ったの俺なので効かないが？～　(2024年、魔杖隊隊員)
- おっさん勇者は鍛冶屋でスローライフはじめました　(2025年、魔法士)

### 舞台
- 朗読劇「サトラレ〜西山幸夫の場合」（2022年8月20日 - 8月21日、六本木 CLUB EDGE） - 二ノ宮警護員、縣研究員 役
- プロジェクトセカイ「ロミオ 〜ザ・バトルロイヤル〜」（2022年10月29日・30日・11月3日・5日・6日、越後屋金江津小学校スタジオ） - 爆弾のロミオ 役

### その他コンテンツ
- 株式会社マイファーム（2022年、ナレーション[12])